# Музей борьбы за Македонию

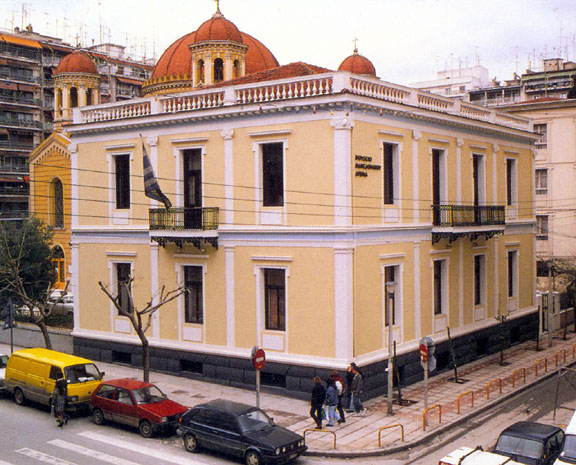
Музей борьбы за Македонию

Музей борьбы за Македонию (греч. Μουσείο Μακεδονικού Αγώνα Θεσσαλονίκης) — музей в Салониках, основанный в 1981 году и посвящённый греческой борьбе за Македонию.
Музей располагается в историческом здании, построенном в неоклассическом стиле в 1893 году архитектором Эрнестом Циллером.
В шести залах на первом этаже музея наглядно проиллюстрирована современная и новейшая история Греческой Македонии.
Здесь представлены социальные, экономические, политические и военные события, повлиявшие на становление греческой культуры в регионе.
Такой подход позволяет посетителю сформировать глобальную картину не только развития революционных движений в регионе, но и быстрой смены общественного строя Южных Балкан и его мучительной борьбы за баланс между традициями и модернизацией.

## История здания
Неоклассическое здание, в котором располагается музей, было разработано известным архитектором Эрнстом Циллером, который также много работал в Афинах, и построено до 1893 года.
23 августа 1890 сильный пожар уничтожил юго-восточные кварталы Салоников.
Среди потерь была и скромная резиденция, где располагалось Генеральное Консульство Греции.
Оно находилось рядом с малоизвестной церковью Святого Дмитрия, также уничтоженной огнём. Оба строения и сам участок были собственностью Греческой Православной Общины.
Вскоре, с помощью пожертвования Андреаса Сингроса и денег, предложенных греческим правительством, было собрано достаточное количество денег для реконструкции зданий Греческой Общины.
Среди них была новая церковь, посвященная святому Григорию Паламасу и расположенная рядом великолепная резиденция, построенная в неоклассическом стиле по плану Эрнеста Циллера и соответствующая консульскому особняку.
В дискуссиях между лидером Греческой Общины Салоников, Андреасом Сингросом, и греческим консулом Григорием Докосом было решено оставить консульство на том же участке, для того чтобы облегчить тайное сотрудничество старейшин общины с консульством.
Основание здания было заложено в сентябре 1892 и работа была завершена в августе 1893.
В 1894 здание было арендовано греческой общиной города для размещения греческого консульства в Салониках.
Период правления Ламброса Коромиласа (1904—1907) был особенно важен, так как он организовал специальную секретную службу для греческой борьбы за Македонию в рамках консульств, известную под названием «Центры». «Центр» в Салониках сотрудничал с другими центрами Македонии и управлял операциями. Здесь работали в основном офицеры, которые контактировали с местными агентами и вооруженными бандитами.
Также они сотрудничали с национальными комитетами, в которых трудились жители деревень и городов Македонии.
Консульство часто принимало бойцов, которые входили незамеченными через боковую дверь во дворе через соседнюю епископскую резиденцию.
Важность работы, проделанной греческим Консульством в этот период, подтверждается свидетельствами главных героев Македонской войны.
Генерал Константинос Мазаракис-Айниан, работавший в то время в качестве специального клерка в Консульстве, рассказывает свои воспоминания: «Мой рабочий день начинался в консульстве. С утра до полуночи я работал там. Я встречал людей, приходящих из сельской местности. Маленькая дверь со двора вела в собор. Здесь они не попадались на глаза турецкому часовому, стоявшему перед входом в консульство. Это было информационное и консультационное ведомство по противоборству против Болгар.»
Александрос Заннас, отпрыск одной из самых именитых семей в Салониках, работал на греческую нацию с тех пор как он был подростком. В своих воспоминаниях он характерно заявил: «Мы были очень хорошими друзьями со всеми, кто работал здесь… Я видел их всех практически каждый день, потому что секретная почтовая служба Македонии останавливалась у нас дома и тогда я или мои братья относили письма в консульство… Письма, полученные от сотрудников различных железнодорожных станций… их передавали Сапоуласу, мужчине из нашей деревни, который владел кофейным магазином, напротив железнодорожной станции. Моя сестра, учитель начальной школы, получала их от него и приносила к нам домой…Так они попадали в греческое консульство…».
Успешная деятельность Ламброса Коромиласа встревожила Османские власти, и они потребовали его депортации в 1907 году. Однако, в последующие годы центр продолжал свою деятельность. В период «Младых турок», когда национальная борьба проводилась национальными представителями, внутренняя греческая организация старалась действовать тайно, раскрывая суть исключительно избранным чиновникам.
Балканская война принесла победу Греции и возглавила союз Македонии с Грецией.
Так как консульская служба была больше не нужна, здание стало использоваться для других целей. В 1915 году Сельскохозяйственный банк Македонии расположился на первом этаже и в подвале здания. С 1917 года, на протяжении трех лет, здание временно предоставляло площадь Национальному Банку Греции до того момента, пока его филиал, который был разрушен большим пожаром, охватившем город в том же году, будет восстановлен.
В 1923 году начальная школа расположилась в этом здании. Во время немецкой оккупации (1941—1944), служба «Красного Креста» раздавала продовольствие в подвале здания, и в течение нескольких месяцев, в конце Гражданской Войны, подвал использовали для содержания политических заключенных. В последние десятилетия здесь располагалась школа для девочек, вечерняя школа и 43-я начальная школа.

## О Музее
Ещё в 1930-х годах здесь планировали создать Музей борьбы за Македонию. Македонское Образовательное Братство (1940) и, позднее, Сообщество Студентов Македонии принимало активное участие в создании этого музея. В 1978 в Салониках произошло мощное землетрясение, после которого здание сочли непригодным для размещения школы. В 1979 году сообщество «Друзей Музея Борьбы за Македонию» запросило право на использование здания в качестве музея. Здание было реконструировано и стало «Музеем борьбы за Македонию» в 1980 году, а в 1982 году торжественное открытие музея провел Константинос Карамалис, уроженец Македонии, президент Греческой Республики и потомок воинов Борьбы за Македонию.
С 1999 года музей находится под управлением «Фонда Музея Борьбы за Македонию».
В новом веке, в дополнение к выставочной и издательской деятельности Музея, Фонд инициировал создание новых образовательных программ и инновационных технологических приложений.
В настоящее время Музей работает по графику:
со Вторника по Пятницу — 09.00-14.00,
в Субботу — 10.00-14.00
Музей располагается в Салониках по адресу: Prox. Koromila str/23, 54622 (автобусы: 39, 3, 5, 6, 12, 33).

## Коллекция
Коллекция музея состоит из редких артефактов 19-го и 20 веков, использовавшихся в повседневной жизни Македонии, оружия, доспехов, одежды и личных вещей воинов, а также редчайших оригиналов документов исторического периода между 1770 и 1912 годами.
Часть коллекции постоянно представлена в выставочных залах, а остальная часть артефактов хранится в Исследовательском Центре Истории и Документации Македонии (KEMIT) и используется Музеем для проведения временных выставок.

## Экспозиция
В первых двух залах воссоздана историческая атмосфера, которая помогает посетителям понять своеобразный характер Македонской Борьбы. Её различные аспекты, основные события и главные участники представлены в тематических разделах постоянной выставки, и прежде всего в залах, посвященных воинам, сражавшимся в Македонской Борьбе (Македономахи) и их действиям, старшему и младшему духовенству, ключевой роли Генерального Греческого Консульства в Салониках и символичной фигуре Павлоса Меласа.
Также здесь лаконично представлены ключевые моменты периода «Младых турок», который ознаменовал официальное окончание вооруженной фазы борьбы с Болгарской армией и Балканской войны, предвосхитившей конец Османского правления в Македонии в 1913.
Документальные материалы позволяют посетителям узнать о дальнейшем развитии исторических событий. В подвале музея представлены четыре полномасштабные диорамы, которые знакомят посетителей с повседневной жизнью жителей Македонии в начале 20-го века.
Коллекция, представленная на первом этаже, включает в себя военные реликвии Балканской войны, принадлежавшие Греческой, Сербской, Болгарской и Османской армиям.
В аудитории музея можно увидеть модели ручной работы оружия и техники, используемых Греческой Армией.
Кроме того, в аудитории посетителям смогут показать документальные фильмы на актуальные темы и видеоматериалы об истории и исторических достопримечательностях Салоников.
Музейные экспонаты включают книги, карты, газеты и литографии Македонии, фотографические материалы, семейные драгоценности, оружие, личные вещи и традиционные костюмы македонских борцов. Музей дополнительно оснащён электронной системой информации, а также специально обустроенным залом для аудиовизуальных программ и диорамой.
Научно-исследовательский центр, работающий на базе Музея, занимается исследовательской и издательской деятельностью, в дополнение к поддержке богатых архивных материалов в период 1870—1912 годов.

## Исследовательский Центр Истории и Документации Македонии
В 1988 году для продвижения исторического исследования Македонии в целом и Македонского вопроса в частности, в музее был создан Исследовательский Центр Истории и Документации Македонии (KEMIT).
Центр, который располагается в специализированной библиотеке, оцифровывает ресурсы и обширные архивные материалы (Греческие и международные, общественные и частные, используется школьниками и студентами.
Архивные материалы Центра датируются между 1770—1912 годами.
Также в Центре существует фотоархив, который содержит более 4000 фотографий людей, городов и деревень Македонии 19-20-х веков.